# Marcelo Brozović
Marcelo Brozović (Zagabria, 16 novembre 1992) è un calciatore croato, centrocampista dell'Al-Nassr. Con la nazionale croata è diventato vicecampione del mondo nel 2018.
Dopo gli inizi con Hrvatski Dragovoljac, con cui ha esordito da professionista, e Lokomotiva Zagabria, nel 2012 è passato alla Dinamo Zagabria, dove in due stagioni e mezza ha vinto due campionati croati (2012-2013 e 2013-2014) e una Supercoppa di Croazia (2013). Nel gennaio del 2015 è stato acquistato dall'Inter, con cui ha vinto un campionato italiano (2020-2021), due Coppe Italia (2021-2022 e 2022-2023) e due Supercoppe italiane (2021 e 2022), oltre ad aver raggiunto una finale di UEFA Europa League (2019-2020) e una di UEFA Champions League (2022-2023).
Con la nazionale croata, in cui ha esordito nel 2014, ha partecipato a tre edizioni del campionato mondiale (2014, 2018 e 2022) e tre del campionato europeo (2016, 2020 e 2024), raggiungendo il secondo posto nel campionato mondiale del 2018 e il terzo in quello del 2022. Nel 2024 dopo 99 presenze annuncia l'addio alla nazionale.
A livello individuale, è stato incluso nella squadra della stagione della UEFA Europa League (2019-2020) e in quella dell'AIC (2021-2022), oltre ad essere premiato come miglior centrocampista dell'anno dalla Serie A (2021-2022).

## Biografia
Primogenito di Ivan e Sanja, ha cominciato a giocare a calcio ai tempi dell'asilo. È soprannominato Epic Brozo, che è anche il nome della sua caratteristica esultanza, che consiste nell'apporre il pollice e l'indice della mano sinistra sotto il mento.
Sposato dal 2016 con Silvija Lihtar, ha due figli: Aurora (2017) e Rafael (2019).

## Caratteristiche tecniche

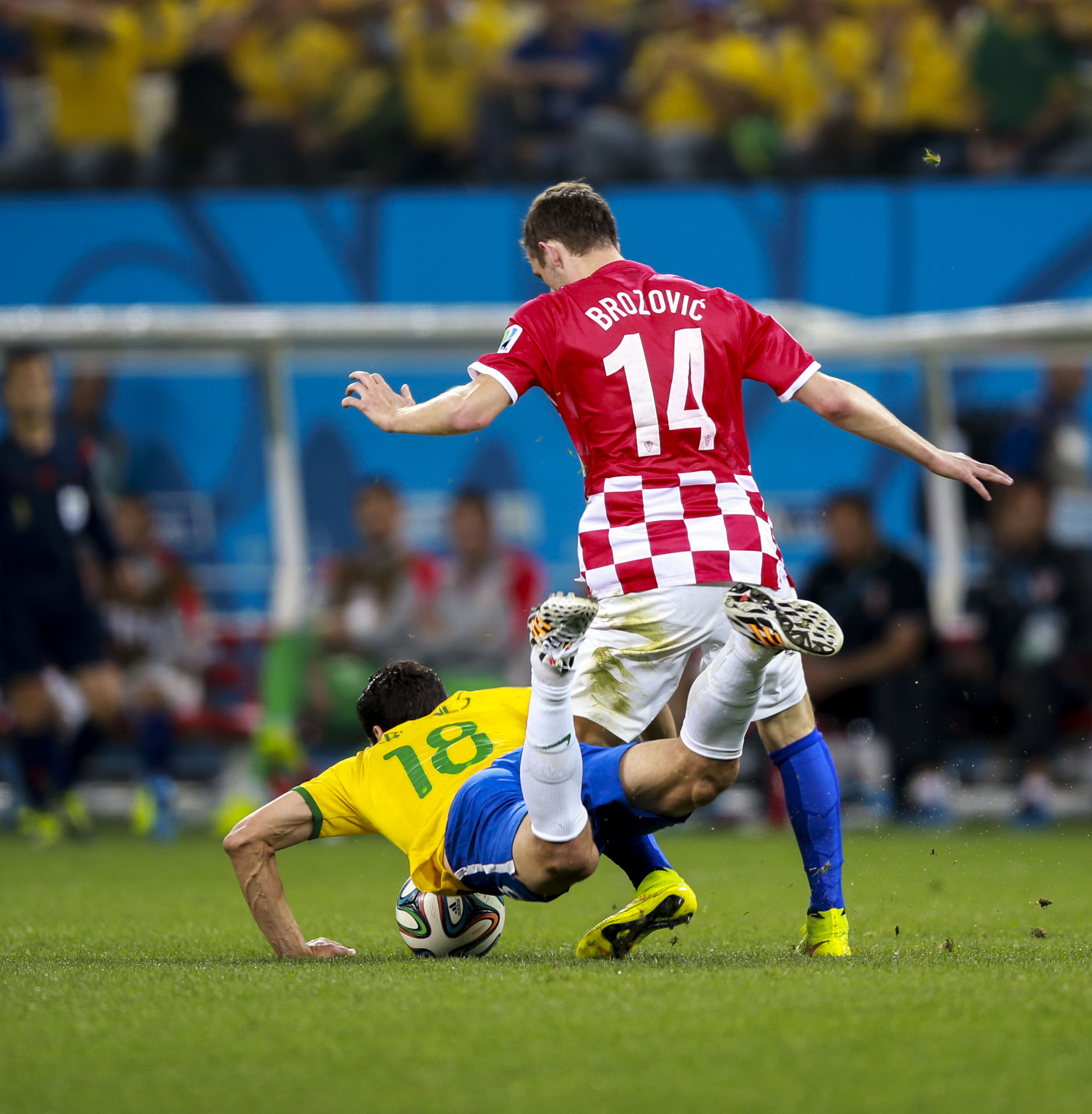
Brozović durante la partita tra Brasile e Croazia nel campionato mondiale 2014.

È un centrocampista duttile, in grado di svolgere sia compiti difensivi sia offensivi. Esibisce un repertorio completo, rivelandosi un efficace incontrista e un ottimo costruttore di gioco, peraltro avvezzo a trovare la via del gol. I ruoli tipici in cui è stato impiegato sono quelli di trequartista, esterno destro offensivo oppure interno destro nella mediana a tre. Dal 2017 è stato schierato con buoni risultati nella nazionale croata anche come regista davanti alla difesa, posizione che, grazie a un'intuizione di Piero Ausilio, ha ricoperto dai primi mesi del 2018 anche nell'Inter di Spalletti.
Si è affermato tra i migliori interpreti a livello internazionale in questo nuovo ruolo, che gli ha dato modo di migliorare le sue doti di velocità nello smarcarsi, di proteggere la palla, di impostare il passaggio dopo un più efficiente controllo, di servire con precisione i compagni nello stretto e gli attaccanti in profondità e di attivare i giocatori sulle fasce anche con frequenti cambi di gioco che danno respiro alla manovra. Partendo dalle retrovie, si è inoltre reso più pericoloso nel penetrare gli schieramenti avversari in dribbling grazie all'efficace controllo di palla.
Come regista davanti alla difesa si è assunto la maggior parte dell'incarico di impostare il gioco della squadra ed è anche migliorato nella fase difensiva; tra le statistiche in cui è balzato ai primi posti nel campionato italiano, vi sono quelle relative al numero di passaggi tentati e riusciti, compresi quelli nella metà campo avversaria, di contrasti vinti, di chilometri percorsi ogni partita e di palloni recuperati. Con la nazionale si è adeguato a un lavoro più oscuro ma prezioso di interdizione e di supporto ai più tecnici compagni di centrocampo Modric e Rakitic, contribuendo all’ottimo campionato mondiale disputato in Russia dalla Croazia.

## Carriera

### Club

#### Hrvatski Dragovoljac
Cresce nelle giovanili dell'Hrvatski Dragovoljac di Novi Zagreb, sobborgo meridionale di Zagabria, e incomincia a giocare con la prima squadra nel campionato 2010-2011 della massima serie croata, la Prva hrvatska nogometna liga. Esordisce il 24 luglio 2010 ed è subito titolare alla prima di campionato nella sconfitta per 1-4 sul campo dei campioni uscenti della Dinamo Zagabria. Il 19 marzo 2011 sigla il suo primo e unico gol con il Dragovoljac che fissa la vittoria interna per 1-0 sul Karlovac. A fine campionato la squadra retrocede e Brozovic chiude con 30 presenze e un gol.

#### Lokomotiva Zagabria
A luglio del 2011 firma un contratto con la Lokomotiva Zagabria, altro club della capitale, ripescato nella massima serie dopo che era a sua volta retrocessa. Nel campionato 2011-2012 colleziona 27 presenze e 4 reti, contribuendo al settimo posto finale raggiunto dalla squadra. Incomincia ancora nelle file della Lokomotiva la stagione successiva, durante la quale sigla un'altra rete in campionato prima di essere ceduto nell'agosto 2012.

#### Dinamo Zagabria
A fine agosto firma un contratto di sette anni con i campioni nazionali della Dinamo Zagabria, dove arriva per sostituire Milan Badelj trasferito all'Amburgo. Esordisce in campionato il 14 settembre entrando nel secondo tempo dell'incontro pareggiato 0-0 in casa contro l'Osijek. Quattro giorni dopo fa il suo esordio in UEFA Champions League giocando tutta la partita persa in casa 0-2 contro il Porto, valida per la prima giornata della fase a gironi. Il 14 aprile 2013 segna la sua prima rete in campionato per la Dinamo fissando il risultato di 2-0 nella vittoria interna contro l'Inter Zaprešić. Nella sua prima stagione gioca in totale 30 partite, di cui 23 in campionato, e segna 2 reti, contribuendo al 15º campionato vinto dal club, che viene eliminato negli ottavi di finale della Coppa di Croazia 2012-2013 e nella fase a gironi in Champions League.
Nella stagione successiva, il 27 agosto 2013 segna la sua prima rete europea nella vittoria in trasferta contro l'Austria Vienna valida per il ritorno dei play-off della Champions League 2013-2014; la Dinamo vince 3-2 ma viene eliminata avendo perso 2-0 all'andata. L'8 marzo 2014 mette a segno la sua prima doppietta in carriera, in occasione della vittoria per 6-1 in campionato sul campo dello Slaven Belupo. A fine stagione la Dinamo si riconferma campione di Croazia e Brozovic ha collezionato 27 partite in campionato segnando 6 reti. Nella prima parte della stagione successiva gioca altre 14 partite nel campionato croato mettendo a segno una rete, e chiude l'esperienza con la Dinamo con un totale di 64 partite in campionato e 9 gol.

#### Inter

##### Le prime stagioni (2015-2019)
Il 24 gennaio 2015, a 22 anni, viene ufficializzato il suo passaggio all'Inter con la formula del prestito da tre milioni di euro con obbligo di riscatto fissato a cinque milioni dopo 18 mesi; Brozović, ormai titolare fisso in nazionale, era stato messo sotto osservazione dagli addetti ai lavori nerazzurri da vari mesi ed aveva convinto il tecnico Roberto Mancini, il quale lo aveva visionato nella gara tra Italia e Croazia (1-1), valida per le qualificazioni al campionato europeo 2016. Presa la maglia numero 77, indossata l'ultima volta da Sulley Muntari, al momento della firma diventa il sesto croato ad indossare la maglia dell'Inter, nonché il novecentesimo calciatore in assoluto. Esordisce ufficialmente in Serie A il 1º febbraio seguente, in occasione della sconfitta esterna per 3-1 contro il Sassuolo. Pur non potendo essere schierato in Europa League, viene utilizzato con frequenza in campionato, riuscendo a chiudere la stagione con una rete, la prima da interista, realizzata nell'ultima gara contro l'Empoli (4-3). Conclude la seconda metà di stagione con 15 presenze in campionato, 13 delle quali partendo dal primo minuto, una rete e un assist.
Nella stagione successiva, la prima per intero da quando è all'Inter, realizza una rete nella vittoria interna contro il Frosinone (4-0), facendo registrare la vittoria più ampia della stagione al pari della trasferta di Udine, contro l'Udinese il 12 dicembre, gara nella quale il croato si ripete con un destro a giro che chiude definitivamente il discorso; in questo match, per la prima volta celebra la rete con la sua ormai tipica esultanza, EpicBrozo – che è anche il suo soprannome – che consiste nell'apporre il pollice e l'indice della mano sinistra sotto il mento. Il 15 dicembre bagna il suo debutto in Coppa Italia, realizzando una rete nella sfida casalinga contro il Cagliari, vinta per 3-0. Ormai divenuto un punto fermo dei nerazzurri, nel derby d'Italia del 2 marzo 2016 è autore di una doppietta contro la Juventus, che, anche grazie alla rete del connazionale Perišić, permette di pareggiare il risultato della gara di andata: l'incontro, valido per le semifinali della coppa nazionale, si conclude ai rigori, dove il croato realizza il proprio tentativo senza però riuscire a evitare l'eliminazione dei milanesi; in tale gara, inoltre, percorre 17,81 chilometri in 120 minuti, dei quali 13,8 nei tempi regolamentari, battendo così il primato stagionale europeo, appartenente a Milner. La squadra meneghina conclude la stagione alla quarta posizione, il miglior piazzamento dalla stagione 2010-2011, chiusa al secondo posto, guadagnandosi così il diritto partecipare alla successiva Europa League.
Il 15 settembre successivo, in occasione della sconfitta interna contro l'Hapoel Be'er Sheva, fa l'esordio nelle coppe europee con l'Inter. Sostituito all'inizio del secondo tempo, il croato rifiuta di accomodarsi in panchina, creando non poche polemiche. Il neo tecnico Frank de Boer lo mette fuori rosa per la successiva partita di campionato contro la Juventus. Riferendosi all'accaduto, l'allenatore olandese fa notare come il calciatore debba dimostrare la sua disciplina, aggiungendo di non poter accettare l'episodio. Convocato il 16 ottobre per la gara interna contro il Cagliari, rimane in panchina per tutta la durata dell'incontro. Quattro giorni dopo, disputa la gara di Europa League contro il Southampton, ricevendo, al minuto 77, la prima espulsione da interista. Con l'arrivo del nuovo tecnico Stefano Pioli, il croato incrementa il suo rendimento e il 24 novembre seguente realizza il primo gol in campo internazionale nella sconfitta esterna con l'Hapoel Be'er Sheva. Si ripete poi con la Fiorentina e l'11 dicembre, nella partita contro il Genoa, in cui mette a segno la prima doppietta nel campionato italiano.
Il 7 dicembre prolunga il suo contratto sino al 2021, con un significativo aumento salariale. Impiegato con costanza da Pioli, viene confermato titolare anche con l'arrivo in panchina di Spalletti alternando buone prestazioni a partite mediocri, incrementando tuttavia il proprio rendimento sul finire della stagione 2017-2018 quando viene spostato nei due davanti alla difesa nel 4-2-3-1 dell'ex-allenatore della Roma a partire da marzo. Il 12 maggio 2018 raggiunge quota cento presenze in campionato nella sconfitta con il Sassuolo. Nell'ultima gara di campionato contro la Lazio si rivela decisivo per il ritorno dell'inter in Champions League dopo sei anni di assenza, fornendo due assist per le reti di D'Ambrosio e Vecino. Termina la stagione con 31 presenze in campionato e un rilevante bottino di quattro reti e nove assist, otto dei quali forniti nella seconda parte di stagione. Il 22 settembre 2018, durante la nuova annata, decide la gara contro la Sampdoria con una rete allo scadere. Nel corso della stagione 2018-2019, pur non ripetendo il clamoroso exploit dell'annata precedente, che lo aveva promosso a titolare indiscusso, si conferma comunque come uno dei giocatori più positivi nella rosa allora allenata da Spalletti, collezionando ben 42 presenze e 2 reti complessive.

##### L'affermazione e i successi (2019-2023)
Durante la stagione successiva, il 26 agosto 2019, segna il primo gol dell'era Antonio Conte nella vittoria per 4-0 contro il Lecce e, alla quarta giornata, realizza il suo primo gol nel derby di Milano, aprendo le marcature nella vittoria esterna per 2-0 dei nerazzurri contro i rivali del Milan. Confermato titolare nel centrocampo a 5 del tecnico salentino (oltre a essere di nuovo il giocatore della Serie A con più chilometri percorsi), il 9 febbraio, nel derby di ritorno, segna il gol del 1-2 dando il via alla rimonta nerazzurra (il risultato finale sarà di 4-2) con al braccio la fascia da capitano vista l'assenza di Samir Handanovič. In questa stagione, nonostante qualche controversia extra-campo nel finale, ha comunque un rendimento altalenante, dando il meglio di sé nella prima parte di stagione, ma confermandosi per quanto riguarda la distanza percorsa in campo e gli assist: con 9 (a pari merito con Alexis Sánchez) è il giocatore a fornirne di più della rosa nerazzurra. Nella finale di Europa League persa contro il Siviglia, nella quale serve l'assist per il momentaneo pareggio di Godín, taglia il traguardo delle 200 presenze con la maglia dell’Inter.
Nel successivo campionato 2020-2021 viene impiegato sempre da titolare, divenendo un perno dell'undici iniziale. Il 31 ottobre segna la rete che dà il via alla rimonta nella gara interna contro il Parma (2-2). Nonostante una nuova eliminazione ai gironi della Champions League e un cammino negativo anche nella coppa nazionale, le undici vittorie consecutive ottenute nel girone di ritorno lanciano l'Inter verso la vittoria del campionato, il primo dei nerazzurri dopo undici anni, che diventa matematica il 2 maggio con quattro turni d'anticipo sulla fine del torneo; per il croato si tratta del primo con i nerazzurri dopo quasi sei stagioni. È nuovamente in vetta alla classifica dei giocatori di Serie A che hanno percorso più chilometri durante il campionato e al quarto posto per la percentuale di passaggi filtranti riusciti. Conclude la stagione con due gol e sette assist in tutte le competizioni.
Nella stagione successiva, malgrado l'avvicendamento in panchina tra Conte e Simone Inzaghi, è ancora un punto fermo del centrocampo. Il 27 agosto 2021, nella vittoria esterna per 3-1 sull'Hellas Verona, tocca quota 200 presenze in Serie A, diventando il primo croato a raggiungere tale traguardo nell'era dei tre punti per vittoria. Il 3 novembre 2021 trova il suo primo gol con la maglia dell’Inter in Champions League, andando a segno nella vittoriosa sfida esterna contro lo Sheriff Tiraspol (3-1). Il 12 gennaio 2022 vince il suo secondo trofeo con l'Inter, la Supercoppa italiana, battendo per 2-1 la Juventus dopo i tempi supplementari. Nel corso della stagione vince anche la Coppa Italia, battendo in finale ancora la Juventus, in una gara terminata 4-2 per i nerazzurri dopo i tempi supplementari. In campionato i nerazzurri non riescono a confermarsi campioni, ma Brozović può fregiarsi del titolo di miglior centrocampista della Serie A.
Il 6 novembre 2022, al rientro da un infortunio dopo 49 giorni, tocca quota 300 partite con la maglia dell'Inter in occasione della partita persa contro la Juventus (2-0). Il 18 gennaio 2023, pur senza scendere in campo a causa di un infortunio, vince il suo quarto trofeo con l'Inter, la Supercoppa italiana, con i nerazzurri che battono il Milan per 3-0. Il 24 maggio conquista la sua seconda Coppa Italia consecutiva, la nona della storia per il club nerazzurro, grazie alla vittoria per 2-1 in finale contro la Fiorentina. Il 10 giugno gioca da titolare e da capitano nella finale di Champions League, persa per 1-0 contro il Manchester City. Nel corso dell'annata il croato perde la titolarità, anche a causa di alcuni infortuni muscolari, ritrovando la forma migliore solo nel finale di stagione, che è anche l'ultima con l'Inter: lascia, infatti, i nerazzurri dopo 330 presenze e 31 reti in tutte le competizioni e cinque titoli vinti.

#### Al-Nassr
Il 3 luglio 2023 viene ceduto all'Al-Nassr, club della Saudi Professional League, per 18 milioni di euro.

### Nazionale

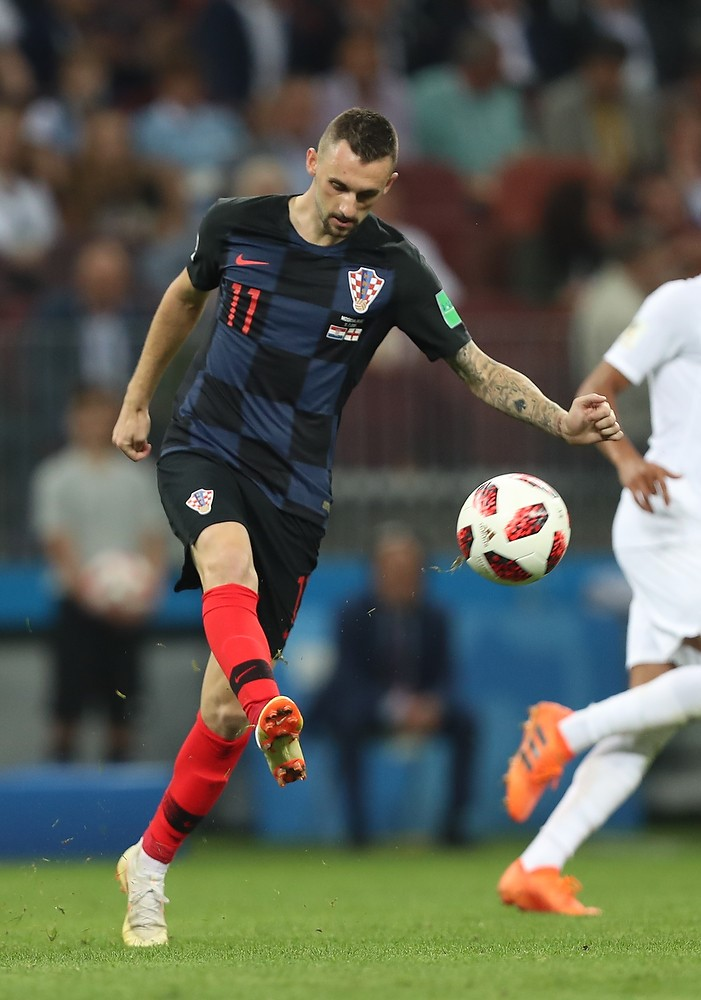
Brozović con la nazionale croata al Mondiale 2018.

Viene convocato per i Mondiali 2014 senza aver mai vestito la maglia della nazionale maggiore: esordisce da titolare infatti il 7 giugno, nell'amichevole contro l'Australia giocata a Salvador in Brasile e vinta per 1-0. Alcuni giorni più tardi, scende in campo nella gara inaugurale del torneo (persa 3-1 contro il Brasile) subentrando a Kovačić. Quella è stata l'unica partita giocata da lui durante il Mondiale, in cui la Croazia è uscita al primo turno.
Contribuisce alla qualificazione per l'Europeo 2016, segnando 2 reti nelle larghe vittorie contro l'Azerbaigian (6-0) e la Norvegia (5-1). Il 17 novembre 2015 realizza il terzo gol in nazionale, nella vittoriosa amichevole contro la Russia.
Viene convocato per gli Europei 2016 in Francia, in cui è titolare della selezione croata, eliminata agli ottavi dal Portogallo futuro vincitore del torneo.
Nelle qualificazioni ai Mondiali 2018, realizza la sua prima doppietta in nazionale nel 2-0 contro l'Islanda. Convocato per il torneo disputato in Russia, riesce a raggiungere la finale, poi persa contro la Francia, dando il suo contributo alla causa.
Tre anni dopo viene convocato per la fase finale del campionato europeo, dove la Croazia è eliminata agli ottavi di finale dalla Spagna.
Il 9 novembre 2022 viene inserito dal CT Zlatko Dalić nella lista dei convocati per i Mondiali di calcio in Qatar. La nazionale croata esce solo in seminale contro l'Argentina, vincendo poi la finale per il terzo posto contro il Marocco.
Il 18 giugno 2023 disputa la finale della UEFA Nations League contro la Spagna, uscendo sconfitto ai tiri di rigore.
Il 7 giugno 2024 viene incluso nella lista dei convocato per Euro 2024. Nel corso della manifestazione scende in campo in tutte e tre le sfide disputate dai croati che sono stati eliminati al primo turno, con Brozović che ha reso al di sotto delle aspettative.
Il 14 agosto 2024 annuncia il proprio ritiro dalla nazionale, dopo 99 partite e 7 reti messe a segno.

## Statistiche

### Presenze e reti nei club
Statistiche aggiornate al 6 dicembre 2024.
| Stagione                    | Squadra                     | Campionato                  | Campionato | Campionato | Coppe nazionali | Coppe nazionali | Coppe nazionali | Coppe internazionali | Coppe internazionali | Coppe internazionali | Altre coppe | Altre coppe | Altre coppe | Totale | Totale |
| Stagione                    | Squadra                     | Comp                        | Pres       | Reti       | Comp            | Pres            | Reti            | Comp                 | Pres                 | Reti                 | Comp        | Pres        | Reti        | Pres   | Reti   |
| --------------------------- | --------------------------- | --------------------------- | ---------- | ---------- | --------------- | --------------- | --------------- | -------------------- | -------------------- | -------------------- | ----------- | ----------- | ----------- | ------ | ------ |
| 2009-2010                   | Hrvatski Dragovoljac        | 2. HNL                      | 8          | 0          | CC              | 0               | 0               | -                    | -                    | -                    | -           | -           | -           | 8      | 0      |
| 2010-2011                   | Hrvatski Dragovoljac        | 1. HNL                      | 22         | 1          | CC              | 1               | 0               | -                    | -                    | -                    | -           | -           | -           | 23     | 1      |
| Totale Hrvatski Dragovoljac | Totale Hrvatski Dragovoljac | Totale Hrvatski Dragovoljac | 30         | 1          |                 | 1               | 0               |                      | -                    | -                    |             | -           | -           | 31     | 1      |
| 2011-2012                   | Lokomotiva Zagabria         | 1. HNL                      | 27         | 4          | CC              | 0               | 0               | -                    | -                    | -                    | -           | -           | -           | 27     | 4      |
| lug.-ago. 2012              | Lokomotiva Zagabria         | 1. HNL                      | 6          | 1          | CC              | 1               | 1               | -                    | -                    | -                    | -           | -           | -           | 7      | 2      |
| Totale Lokomotiva Zagabria  | Totale Lokomotiva Zagabria  | Totale Lokomotiva Zagabria  | 33         | 5          |                 | 1               | 1               |                      | -                    | -                    |             | -           | -           | 34     | 6      |
| 2012-2013                   | Dinamo Zagabria             | 1. HNL                      | 23         | 2          | CC              | 1               | 0               | UCL                  | 6                    | 0                    | -           | -           | -           | 30     | 2      |
| 2013-2014                   | Dinamo Zagabria             | 1. HNL                      | 27         | 6          | CC              | 6               | 1               | UCL+UEL              | 2+6                  | 1+0                  | SC          | 1           | 0           | 42     | 8      |
| 2014-gen. 2015              | Dinamo Zagabria             | 1. HNL                      | 14         | 1          | CC              | 0               | 0               | UCL+UEL              | 4+8                  | 1+1                  | SC          | 1           | 0           | 27     | 3      |
| Totale Dinamo Zagabria      | Totale Dinamo Zagabria      | Totale Dinamo Zagabria      | 64         | 9          |                 | 7               | 1               |                      | 26                   | 3                    |             | 2           | 0           | 99     | 13     |
| gen.-giu. 2015              | Inter                       | A                           | 15         | 1          | CI              | 1               | 0               | UEL                  | -                    | -                    | -           | -           | -           | 16     | 1      |
| 2015-2016                   | Inter                       | A                           | 32         | 4          | CI              | 3               | 3               | -                    | -                    | -                    | -           | -           | -           | 35     | 7      |
| 2016-2017                   | Inter                       | A                           | 23         | 4          | CI              | 2               | 1               | UEL                  | 3                    | 1                    | -           | -           | -           | 28     | 6      |
| 2017-2018                   | Inter                       | A                           | 31         | 4          | CI              | 2               | 0               | -                    | -                    | -                    | -           | -           | -           | 33     | 4      |
| 2018-2019                   | Inter                       | A                           | 32         | 2          | CI              | 2               | 0               | UCL+UEL              | 6+2                  | 0                    | -           | -           | -           | 42     | 2      |
| 2019-2020                   | Inter                       | A                           | 32         | 3          | CI              | 3               | 0               | UCL+UEL              | 6+5                  | 0                    | -           | -           | -           | 46     | 3      |
| 2020-2021                   | Inter                       | A                           | 33         | 2          | CI              | 4               | 0               | UCL                  | 5                    | 0                    | -           | -           | -           | 42     | 2      |
| 2021-2022                   | Inter                       | A                           | 35         | 2          | CI              | 4               | 0               | UCL                  | 8                    | 1                    | SI          | 1           | 0           | 48     | 3      |
| 2022-2023                   | Inter                       | A                           | 28         | 3          | CI              | 3               | 0               | UCL                  | 9                    | 0                    | SI          | 0           | 0           | 40     | 3      |
| Totale Inter                | Totale Inter                | Totale Inter                | 261        | 25         |                 | 24              | 4               |                      | 44                   | 2                    |             | 1           | 0           | 330    | 31     |
| 2023-2024                   | Al-Nassr                    | SPL                         | 30         | 4          | KC              | 4               | 0               | ACL                  | 8                    | 1                    | SS+CdC      | 1+5         | 0           | 48     | 5      |
| 2024-2025                   | Al-Nassr                    | SPL                         | 11         | 1          | KC              | 0               | 0               | ACL                  | 5                    | 0                    | SS          | 1           | 0           | 17     | 1      |
| Totale Al Nassr             | Totale Al Nassr             | Totale Al Nassr             | 41         | 5          |                 | 4               | 0               |                      | 13                   | 1                    |             | 7           | 0           | 65     | 6      |
| Totale carriera             | Totale carriera             | Totale carriera             | 429        | 45         |                 | 37              | 6               |                      | 83                   | 6                    |             | 9           | 0           | 540    | 54     |

### Cronologia presenze e reti in nazionale
| Cronologia completa delle presenze e delle reti in nazionale ― Croazia | Cronologia completa delle presenze e delle reti in nazionale ― Croazia | Cronologia completa delle presenze e delle reti in nazionale ― Croazia | Cronologia completa delle presenze e delle reti in nazionale ― Croazia | Cronologia completa delle presenze e delle reti in nazionale ― Croazia | Cronologia completa delle presenze e delle reti in nazionale ― Croazia | Cronologia completa delle presenze e delle reti in nazionale ― Croazia | Cronologia completa delle presenze e delle reti in nazionale ― Croazia |
| Data                                                                   | Città                                                                  | In casa                                                                | Risultato                                                              | Ospiti                                                                 | Competizione                                                           | Reti                                                                   | Note                                                                   |
| ---------------------------------------------------------------------- | ---------------------------------------------------------------------- | ---------------------------------------------------------------------- | ---------------------------------------------------------------------- | ---------------------------------------------------------------------- | ---------------------------------------------------------------------- | ---------------------------------------------------------------------- | ---------------------------------------------------------------------- |
| 7-6-2014                                                               | Salvador                                                               | Croazia                                                                | 1 – 0                                                                  | Australia                                                              | Amichevole                                                             | -                                                                      |                                                                        |
| 12-6-2014                                                              | San Paolo                                                              | Brasile                                                                | 3 – 1                                                                  | Croazia                                                                | Mondiali 2014 - 1º turno                                               | -                                                                      | 61’                                                                    |
| 4-9-2014                                                               | Pola                                                                   | Croazia                                                                | 2 – 0                                                                  | Cipro                                                                  | Amichevole                                                             | -                                                                      |                                                                        |
| 9-9-2014                                                               | Zagabria                                                               | Croazia                                                                | 2 – 0                                                                  | Malta                                                                  | Qual. Euro 2016                                                        | -                                                                      |                                                                        |
| 10-10-2014                                                             | Sofia                                                                  | Bulgaria                                                               | 0 – 1                                                                  | Croazia                                                                | Qual. Euro 2016                                                        | -                                                                      | 23’                                                                    |
| 13-10-2014                                                             | Osijek                                                                 | Croazia                                                                | 6 – 0                                                                  | Azerbaigian                                                            | Qual. Euro 2016                                                        | 1                                                                      |                                                                        |
| 16-11-2014                                                             | Milano                                                                 | Italia                                                                 | 1 – 1                                                                  | Croazia                                                                | Qual. Euro 2016                                                        | -                                                                      | 83’                                                                    |
| 28-3-2015                                                              | Zagabria                                                               | Croazia                                                                | 5 – 1                                                                  | Norvegia                                                               | Qual. Euro 2016                                                        | 1                                                                      |                                                                        |
| 7-6-2015                                                               | Varaždin                                                               | Croazia                                                                | 4 – 0                                                                  | Gibilterra                                                             | Amichevole                                                             | -                                                                      | 67’                                                                    |
| 12-6-2015                                                              | Spalato                                                                | Croazia                                                                | 1 – 1                                                                  | Italia                                                                 | Qual. Euro 2016                                                        | -                                                                      |                                                                        |
| 3-9-2015                                                               | Baku                                                                   | Azerbaigian                                                            | 0 – 0                                                                  | Croazia                                                                | Qual. Euro 2016                                                        | -                                                                      | 71’                                                                    |
| 6-9-2015                                                               | Oslo                                                                   | Norvegia                                                               | 2 – 0                                                                  | Croazia                                                                | Qual. Euro 2016                                                        | -                                                                      | 50’                                                                    |
| 13-10-2015                                                             | Ta' Qali                                                               | Malta                                                                  | 0 – 1                                                                  | Croazia                                                                | Qual. Euro 2016                                                        | -                                                                      | 78’                                                                    |
| 17-11-2015                                                             | Rostov                                                                 | Russia                                                                 | 1 – 3                                                                  | Croazia                                                                | Amichevole                                                             | 1                                                                      |                                                                        |
| 23-3-2016                                                              | Osijek                                                                 | Croazia                                                                | 2 – 0                                                                  | Israele                                                                | Amichevole                                                             | 1                                                                      |                                                                        |
| 26-3-2016                                                              | Budapest                                                               | Ungheria                                                               | 1 – 1                                                                  | Croazia                                                                | Amichevole                                                             | -                                                                      |                                                                        |
| 27-5-2016                                                              | Koprivnica                                                             | Croazia                                                                | 1 – 0                                                                  | Moldavia                                                               | Amichevole                                                             | -                                                                      | 46’                                                                    |
| 12-6-2016                                                              | Parigi                                                                 | Turchia                                                                | 0 – 1                                                                  | Croazia                                                                | Euro 2016 - 1º turno                                                   | -                                                                      |                                                                        |
| 17-6-2016                                                              | Saint-Étienne                                                          | Rep. Ceca                                                              | 2 – 2                                                                  | Croazia                                                                | Euro 2016 - 1º turno                                                   | -                                                                      | 74’                                                                    |
| 25-6-2016                                                              | Lens                                                                   | Croazia                                                                | 0 – 1                                                                  | Portogallo                                                             | Euro 2016 - Ottavi di finale                                           | -                                                                      |                                                                        |
| 5-9-2016                                                               | Zagabria                                                               | Croazia                                                                | 1 – 1                                                                  | Turchia                                                                | Qual. Mondiali 2018                                                    | -                                                                      | 64’                                                                    |
| 6-10-2016                                                              | Scutari                                                                | Kosovo                                                                 | 0 – 6                                                                  | Croazia                                                                | Qual. Mondiali 2018                                                    | -                                                                      |                                                                        |
| 9-10-2016                                                              | Tampere                                                                | Finlandia                                                              | 0 – 1                                                                  | Croazia                                                                | Qual. Mondiali 2018                                                    | -                                                                      | 71’                                                                    |
| 12-11-2016                                                             | Zagabria                                                               | Croazia                                                                | 2 – 0                                                                  | Islanda                                                                | Qual. Mondiali 2018                                                    | 2                                                                      |                                                                        |
| 15-11-2016                                                             | Belfast                                                                | Irlanda del Nord                                                       | 0 – 3                                                                  | Croazia                                                                | Amichevole                                                             | -                                                                      | 51’                                                                    |
| 24-3-2017                                                              | Zagabria                                                               | Croazia                                                                | 1 – 0                                                                  | Ucraina                                                                | Qual. Mondiali 2018                                                    | -                                                                      | 90+1’                                                                  |
| 11-6-2017                                                              | Reykjavík                                                              | Islanda                                                                | 1 – 0                                                                  | Croazia                                                                | Qual. Mondiali 2018                                                    | -                                                                      | 63’                                                                    |
| 2-9-2017                                                               | Zagabria                                                               | Croazia                                                                | 1 – 0                                                                  | Kosovo                                                                 | Qual. Mondiali 2018                                                    | -                                                                      | 73’                                                                    |
| 5-9-2017                                                               | Eskişehir                                                              | Turchia                                                                | 1 – 0                                                                  | Croazia                                                                | Qual. Mondiali 2018                                                    | -                                                                      | 90+4’                                                                  |
| 6-10-2017                                                              | Fiume                                                                  | Croazia                                                                | 1 – 1                                                                  | Finlandia                                                              | Qual. Mondiali 2018                                                    | -                                                                      | 54’                                                                    |
| 9-11-2017                                                              | Zagabria                                                               | Croazia                                                                | 4 – 1                                                                  | Grecia                                                                 | Qual. Mondiali 2018                                                    | -                                                                      |                                                                        |
| 12-11-2017                                                             | Atene                                                                  | Grecia                                                                 | 0 – 0                                                                  | Croazia                                                                | Qual. Mondiali 2018                                                    | -                                                                      |                                                                        |
| 24-3-2018                                                              | Miami                                                                  | Perù                                                                   | 2 – 0                                                                  | Croazia                                                                | Amichevole                                                             | -                                                                      | 30’ 56’                                                                |
| 3-6-2018                                                               | Liverpool                                                              | Brasile                                                                | 2 – 0                                                                  | Croazia                                                                | Amichevole                                                             | -                                                                      | 61’                                                                    |
| 8-6-2018                                                               | Osijek                                                                 | Croazia                                                                | 2 – 1                                                                  | Senegal                                                                | Amichevole                                                             | -                                                                      | 61’                                                                    |
| 16-6-2018                                                              | Kaliningrad                                                            | Croazia                                                                | 2 – 0                                                                  | Nigeria                                                                | Mondiali 2018 - 1º turno                                               | -                                                                      | 60’ 89’                                                                |
| 21-6-2018                                                              | Nižnij Novgorod                                                        | Argentina                                                              | 0 – 3                                                                  | Croazia                                                                | Mondiali 2018 - 1º turno                                               | -                                                                      | 90+4’                                                                  |
| 1-7-2018                                                               | Nižnij Novgorod                                                        | Croazia                                                                | 1 – 1 dts (3 – 2 dtr)                                                  | Danimarca                                                              | Mondiali 2018 - Ottavi di finale                                       | -                                                                      | 71’                                                                    |
| 7-7-2018                                                               | Soči                                                                   | Russia                                                                 | 2 – 2 dts (3 – 4 dtr)                                                  | Croazia                                                                | Mondiali 2018 - Quarti di finale                                       | -                                                                      | 63’                                                                    |
| 11-7-2018                                                              | Mosca                                                                  | Croazia                                                                | 2 – 1 dts                                                              | Inghilterra                                                            | Mondiali 2018 - Semifinale                                             | -                                                                      |                                                                        |
| 15-7-2018                                                              | Mosca                                                                  | Francia                                                                | 4 – 2                                                                  | Croazia                                                                | Mondiali 2018 - Finale                                                 | -                                                                      |                                                                        |
| 11-9-2018                                                              | Elche                                                                  | Spagna                                                                 | 6 – 0                                                                  | Croazia                                                                | UEFA Nations League 2018-2019 - 1º turno                               | -                                                                      | 39’ 62’                                                                |
| 15-11-2018                                                             | Zagabria                                                               | Croazia                                                                | 3 – 2                                                                  | Spagna                                                                 | UEFA Nations League 2018-2019 - 1º turno                               | -                                                                      |                                                                        |
| 18-11-2018                                                             | Londra                                                                 | Inghilterra                                                            | 2 – 1                                                                  | Croazia                                                                | UEFA Nations League 2018-2019 - 1º turno                               | -                                                                      | 67’                                                                    |
| 24-3-2019                                                              | Budapest                                                               | Ungheria                                                               | 2 – 1                                                                  | Croazia                                                                | Qual. Euro 2020                                                        | -                                                                      |                                                                        |
| 8-6-2019                                                               | Osijek                                                                 | Croazia                                                                | 2 – 1                                                                  | Galles                                                                 | Qual. Euro 2020                                                        | -                                                                      | 90+2’                                                                  |
| 11-6-2019                                                              | Varaždin                                                               | Croazia                                                                | 1 – 2                                                                  | Tunisia                                                                | Amichevole                                                             | -                                                                      | 55’                                                                    |
| 6-9-2019                                                               | Bratislava                                                             | Slovacchia                                                             | 0 – 4                                                                  | Croazia                                                                | Qual. Euro 2020                                                        | -                                                                      |                                                                        |
| 9-9-2019                                                               | Baku                                                                   | Azerbaigian                                                            | 1 – 1                                                                  | Croazia                                                                | Qual. Euro 2020                                                        | -                                                                      | 21’                                                                    |
| 10-10-2019                                                             | Spalato                                                                | Croazia                                                                | 3 – 0                                                                  | Ungheria                                                               | Qual. Euro 2020                                                        | -                                                                      | 44’                                                                    |
| 16-11-2019                                                             | Fiume                                                                  | Croazia                                                                | 3 – 1                                                                  | Slovacchia                                                             | Qual. Euro 2020                                                        | -                                                                      |                                                                        |
| 5-9-2020                                                               | Porto                                                                  | Portogallo                                                             | 4 – 1                                                                  | Croazia                                                                | UEFA Nations League 2020-2021 - 1º turno                               | -                                                                      | 61’                                                                    |
| 8-9-2020                                                               | Saint-Denis                                                            | Francia                                                                | 4 – 2                                                                  | Croazia                                                                | UEFA Nations League 2020-2021 - 1º turno                               | -                                                                      | 76’                                                                    |
| 7-10-2020                                                              | San Gallo                                                              | Svizzera                                                               | 1 – 2                                                                  | Croazia                                                                | Amichevole                                                             | -                                                                      | 46’                                                                    |
| 11-10-2020                                                             | Zagabria                                                               | Croazia                                                                | 2 – 1                                                                  | Svezia                                                                 | UEFA Nations League 2020-2021 - 1º turno                               | -                                                                      | 45’                                                                    |
| 24-3-2021                                                              | Lubiana                                                                | Slovenia                                                               | 1 – 0                                                                  | Croazia                                                                | Qual. Mondiali 2022                                                    | -                                                                      | 35’                                                                    |
| 27-3-2021                                                              | Fiume                                                                  | Croazia                                                                | 1 – 0                                                                  | Cipro                                                                  | Qual. Mondiali 2022                                                    | -                                                                      |                                                                        |
| 1-6-2021                                                               | Velika Gorica                                                          | Croazia                                                                | 1 – 1                                                                  | Armenia                                                                | Amichevole                                                             | -                                                                      |                                                                        |
| 6-6-2021                                                               | Bruxelles                                                              | Belgio                                                                 | 1 – 0                                                                  | Croazia                                                                | Amichevole                                                             | -                                                                      |                                                                        |
| 13-6-2021                                                              | Londra                                                                 | Inghilterra                                                            | 1 – 0                                                                  | Croazia                                                                | Euro 2020 - 1º turno                                                   | -                                                                      | 66’ 70’                                                                |
| 18-6-2021                                                              | Glasgow                                                                | Croazia                                                                | 1 – 1                                                                  | Rep. Ceca                                                              | Euro 2020 - 1º turno                                                   | -                                                                      | 87’                                                                    |
| 22-6-2021                                                              | Glasgow                                                                | Croazia                                                                | 3 – 1                                                                  | Scozia                                                                 | Euro 2020 - 1º turno                                                   | -                                                                      |                                                                        |
| 28-6-2021                                                              | Copenaghen                                                             | Croazia                                                                | 3 – 5 dts                                                              | Spagna                                                                 | Euro 2020 - Ottavi di finale                                           | -                                                                      | 73’                                                                    |
| 1-9-2021                                                               | Mosca                                                                  | Russia                                                                 | 0 – 0                                                                  | Croazia                                                                | Qual. Mondiali 2022                                                    | -                                                                      |                                                                        |
| 4-9-2021                                                               | Bratislava                                                             | Slovacchia                                                             | 0 – 1                                                                  | Croazia                                                                | Qual. Mondiali 2022                                                    | 1                                                                      |                                                                        |
| 7-9-2021                                                               | Spalato                                                                | Croazia                                                                | 3 – 0                                                                  | Slovenia                                                               | Qual. Mondiali 2022                                                    | -                                                                      |                                                                        |
| 8-10-2021                                                              | Larnaca                                                                | Cipro                                                                  | 0 – 3                                                                  | Croazia                                                                | Qual. Mondiali 2022                                                    | -                                                                      | 84’                                                                    |
| 11-10-2021                                                             | Osijek                                                                 | Croazia                                                                | 2 – 2                                                                  | Slovacchia                                                             | Qual. Mondiali 2022                                                    | -                                                                      |                                                                        |
| 11-11-2021                                                             | Ta' Qali                                                               | Malta                                                                  | 1 – 7                                                                  | Croazia                                                                | Qual. Mondiali 2022                                                    | -                                                                      | 46’                                                                    |
| 14-11-2021                                                             | Spalato                                                                | Croazia                                                                | 1 – 0                                                                  | Russia                                                                 | Qual. Mondiali 2022                                                    | -                                                                      |                                                                        |
| 3-6-2022                                                               | Osijek                                                                 | Croazia                                                                | 0 – 3                                                                  | Austria                                                                | UEFA Nations League 2022-2023 - 1º turno                               | -                                                                      |                                                                        |
| 6-6-2022                                                               | Spalato                                                                | Croazia                                                                | 1 – 1                                                                  | Francia                                                                | UEFA Nations League 2022-2023 - 1º turno                               | -                                                                      |                                                                        |
| 10-6-2022                                                              | Copenaghen                                                             | Danimarca                                                              | 0 – 1                                                                  | Croazia                                                                | UEFA Nations League 2022-2023 - 1º turno                               | -                                                                      | cap.                                                                   |
| 13-6-2022                                                              | Saint-Denis                                                            | Francia                                                                | 0 – 1                                                                  | Croazia                                                                | UEFA Nations League 2022-2023 - 1º turno                               | -                                                                      | 50’                                                                    |
| 22-9-2022                                                              | Zagabria                                                               | Croazia                                                                | 2 – 1                                                                  | Danimarca                                                              | UEFA Nations League 2022-2023 - 1º turno                               | -                                                                      |                                                                        |
| 25-9-2022                                                              | Vienna                                                                 | Austria                                                                | 1 – 3                                                                  | Croazia                                                                | UEFA Nations League 2022-2023 - 1º turno                               | -                                                                      | 18’                                                                    |
| 16-11-2022                                                             | Riad                                                                   | Arabia Saudita                                                         | 0 – 1                                                                  | Croazia                                                                | Amichevole                                                             | -                                                                      | 65’                                                                    |
| 23-11-2022                                                             | Al Khawr                                                               | Marocco                                                                | 0 – 0                                                                  | Croazia                                                                | Mondiali 2022 - 1º turno                                               | -                                                                      |                                                                        |
| 27-11-2022                                                             | Al Rayyan                                                              | Croazia                                                                | 4 – 1                                                                  | Canada                                                                 | Mondiali 2022 - 1º turno                                               | -                                                                      |                                                                        |
| 1-12-2022                                                              | Al Rayyan                                                              | Croazia                                                                | 0 – 0                                                                  | Belgio                                                                 | Mondiali 2022 - 1º turno                                               | -                                                                      |                                                                        |
| 5-12-2022                                                              | Al Wakrah                                                              | Giappone                                                               | 1 – 1 dts (1 – 3 dtr)                                                  | Croazia                                                                | Mondiali 2022 - Ottavi di finale                                       | -                                                                      |                                                                        |
| 9-12-2022                                                              | Al Rayyan                                                              | Croazia                                                                | 1 – 1 dts (4 – 2 dtr)                                                  | Brasile                                                                | Mondiali 2022 - Quarti di finale                                       | -                                                                      | 31’ 114’                                                               |
| 13-12-2022                                                             | Lusail                                                                 | Argentina                                                              | 3 – 0                                                                  | Croazia                                                                | Mondiali 2022 - Semifinale                                             | -                                                                      | 50’                                                                    |
| 25-3-2023                                                              | Spalato                                                                | Croazia                                                                | 1 – 1                                                                  | Galles                                                                 | Qual. Euro 2024                                                        | -                                                                      |                                                                        |
| 28-3-2023                                                              | Bursa                                                                  | Turchia                                                                | 0 – 2                                                                  | Croazia                                                                | Qual. Euro 2024                                                        | -                                                                      |                                                                        |
| 14-6-2023                                                              | Rotterdam                                                              | Paesi Bassi                                                            | 2 – 4 dts                                                              | Croazia                                                                | UEFA Nations League 2022-2023 - Semifinale                             | -                                                                      | 63’                                                                    |
| 18-6-2023                                                              | Rotterdam                                                              | Croazia                                                                | 0 – 0 dts (4 – 5 dtr)                                                  | Spagna                                                                 | UEFA Nations League 2022-2023 - Finale                                 | -                                                                      |                                                                        |
| 8-9-2023                                                               | Fiume                                                                  | Croazia                                                                | 5 – 0                                                                  | Lettonia                                                               | Qual. Euro 2024                                                        | -                                                                      | 60’                                                                    |
| 11-9-2023                                                              | Erevan                                                                 | Armenia                                                                | 0 – 1                                                                  | Croazia                                                                | Qual. Euro 2024                                                        | -                                                                      |                                                                        |
| 12-10-2023                                                             | Osijek                                                                 | Croazia                                                                | 0 – 1                                                                  | Turchia                                                                | Qual. Euro 2024                                                        | -                                                                      | 12’                                                                    |
| 15-10-2023                                                             | Cardiff                                                                | Galles                                                                 | 2 – 1                                                                  | Croazia                                                                | Qual. Euro 2024                                                        | -                                                                      | 89’                                                                    |
| 18-11-2023                                                             | Riga                                                                   | Lettonia                                                               | 0 – 2                                                                  | Croazia                                                                | Qual. Euro 2024                                                        | -                                                                      |                                                                        |
| 21-11-2023                                                             | Zagabria                                                               | Croazia                                                                | 1 – 0                                                                  | Armenia                                                                | Qual. Euro 2024                                                        | -                                                                      |                                                                        |
| 23-3-2024                                                              | Il Cairo                                                               | Tunisia                                                                | 0 – 0 (4 – 5 dtr)                                                      | Croazia                                                                | Amichevole                                                             | -                                                                      | 59’                                                                    |
| 26-3-2024                                                              | Il Cairo                                                               | Egitto                                                                 | 2 – 4                                                                  | Croazia                                                                | Amichevole                                                             | -                                                                      | 46’                                                                    |
| 8-6-2024                                                               | Oeiras                                                                 | Portogallo                                                             | 1 – 2                                                                  | Croazia                                                                | Amichevole                                                             | -                                                                      | 59’ 75’                                                                |
| 15-6-2024                                                              | Berlino                                                                | Spagna                                                                 | 3 – 0                                                                  | Croazia                                                                | Euro 2024 - 1º turno                                                   | -                                                                      |                                                                        |
| 19-6-2024                                                              | Amburgo                                                                | Croazia                                                                | 2 – 2                                                                  | Albania                                                                | Euro 2024 - 1º turno                                                   | -                                                                      | 46’                                                                    |
| 24-6-2024                                                              | Lipsia                                                                 | Croazia                                                                | 1 – 1                                                                  | Italia                                                                 | Euro 2024 - 1º turno                                                   | -                                                                      | 90+1’                                                                  |
| Totale                                                                 |                                                                        | Presenze (13º posto)                                                   | 99                                                                     |                                                                        | Reti                                                                   | 7                                                                      |                                                                        |

## Palmarès

### Club

#### Competizioni nazionali
- Campionato croato: 2

Dinamo Zagabria: 2012-2013, 2013-2014
- Supercoppa di Croazia: 1

Dinamo Zagabria: 2013
- Campionato italiano: 1

Inter: 2020-2021
- Supercoppa italiana: 2

Inter: 2021, 2022
- Coppa Italia: 2

Inter: 2021-2022, 2022-2023

#### Competizioni internazionali
- Coppa dei Campioni araba per club: 1

Al-Nassr: 2023

### Individuale
- Squadra della stagione della UEFA Europa League: 1

2019-2020
- Premi Lega Serie A: 1

Miglior centrocampista: 2021-2022
- Gran Galà del calcio AIC: 1

Squadra dell'anno: 2022